# Polypoetes
Polypoetes är ett släkte av fjärilar. Polypoetes ingår i familjen tandspinnare.

## Dottertaxa tillPolypoetes, i alfabetisk ordning[1]
- Polypoetes albiscripta
- Polypoetes aniplata
- Polypoetes approximans
- Polypoetes bistellata
- Polypoetes cethegus
- Polypoetes circumfumata
- Polypoetes cistellata
- Polypoetes clarata
- Polypoetes colana
- Polypoetes cryptophleps
- Polypoetes cuatropuntada
- Polypoetes deldon
- Polypoetes denigrata
- Polypoetes draudti
- Polypoetes dynastes
- Polypoetes eriphus
- Polypoetes etearchus
- Polypoetes evanescens
- Polypoetes exclamationis
- Polypoetes exclusa
- Polypoetes fenestrata
- Polypoetes fuliginosa
- Polypoetes haruspex
- Polypoetes integra
- Polypoetes intersita
- Polypoetes leucocrypta
- Polypoetes longipalpis
- Polypoetes luteivena
- Polypoetes mara
- Polypoetes mesitana
- Polypoetes nigribasalis
- Polypoetes nox
- Polypoetes nubilosa
- Polypoetes obtusa
- Polypoetes picaria
- Polypoetes prodromus
- Polypoetes punctata
- Polypoetes rufipuncta
- Polypoetes satanas
- Polypoetes selenia
- Polypoetes semicoerulea
- Polypoetes sirenia
- Polypoetes subcanditata
- Polypoetes sublucens
- Polypoetes tenebrosa
- Polypoetes tiznon
- Polypoetes trimacula
- Polypoetes vidua
- Polypoetes villia
- Polypoetes villiopsis